# Machelen (Zulte)
Machelen, Machelen-aan-de-Leie (fr. Machelen-sur-Lys, vls. Maaln) – dzielnica (deelgemeente) gminy Zulte w Belgii, w Regionie Flamandzkim, w prowincji Flandria Wschodnia, w okręgu Gandawa. 1 stycznia 2020 roku liczyła 4165 mieszkańców. Do 31 grudnia 1976 samodzielna gmina. Leży nad rzeką Leie.

## Demografia
Liczba mieszkańców, stan na 1 stycznia:
| Rok                | 1930 | 1947 | 1961 | 2020 |
| ------------------ | ---- | ---- | ---- | ---- |
| Liczba mieszkańców | 2960 | 3124 | 3216 | 4165 |